# Сигма Близнецов
Сигма Близнецов (σ Близнецов, Sigma Geminorum, σ Geminorum, сокращ. sigma Gem, σ Gem), — спектрально-двойная звезда в северном зодиакальном созвездии Близнецов, находящаяся рядом с Поллуксом на линии между ним и Кастором. Сигма Близнецов имеет видимую звёздную величину +4,20m, и, согласно шкале Бортля, видна невооруженным глазом даже на городском небе (англ. City sky).
Из измерений параллакса, полученных во время миссии Hipparcos, известно, что звезда удалена примерно на 125,1 св. лет (38,3 пк) от Земли. Звезда наблюдается севернее 62° ю. ш., то есть видна практически на всей территории обитаемой Земли, за исключением приполярных областей Антарктиды. Лучшее время для наблюдения — январь.
Сигма Близнецов движется весьма быстро относительно Солнца: её радиальная гелиоцентрическая скорость практически равна 46 км/с, что более чем в 4 раза больше скорости местных звёзд Галактического диска, а также это значит, что звезда удаляется от Солнца. По небосводу звезда движется на юго-восток.
Сигма Близнецов (латинизированный вариант лат. Sigma Geminorum) является обозначением Байера, данным им звезде в 1603 году. Хотя звезда и имеет обозначение σ (Сигма — 18-я буква греческого алфавита), однако сама звезда — 19-я по яркости в созвездии. 75 Близнецов (латинизированный вариант лат. 75 Geminorum) является обозначением Флемстида.
Обозначения компонентов как Сигма Близнецов Aa,Ab и AB вытекают из конвенции, используемой Вашингтонским каталогом визуально-двойных звёзд (WDS) для звёздных систем, и принятого Международным астрономическим союзом (МАС).

## Свойства двойной звезды
Сигма Близнецов— это близкая пара звёзд, блеск которых +4,28m и +11,0m. Обе звезды отдалены друг от друга на угловое расстояние в 4,63 ", что соответствует большой полуоси орбиты между компаньонами, по крайней мере, 0,15448 а.е. (23 109 879 км.) и периоду обращения по крайней мере, 19,6027 д. (для сравнения радиус орбиты Меркурий равен 0,387 а.е. и период обращения равен 87,97 д.). У орбиты практически нулевой эксцентриситет, который равен 0,0143. Наклонение в системе довольно велико и составляет 107,7° и это значит, звёзды вращаются по ретроградной орбите как это видится с Земли.
Если мы будем смотреть со стороны Сигма Близнецов Aa на Сигма Близнецов Ab, то мы увидим жёлтую\оранжевую звездочку, которая светит с яркостью −27,54m, то есть с яркостью 2,09 светимости Солнц. Причём угловой размер звезды будет — 2,59°, то есть в 5,17 раз больше нашего Солнца. С другой стороны, если мы будем смотреть со стороны Сигма Близнецов Ab на Сигма Близнецов Aa, то мы увидим огромную оранжевую звезду, которая светит с яркостью −34,26m, то есть с яркостью 1018 светимости Солнц. Причём угловой размер звезды будет — 144°, то есть в 288 раза больше нашего Солнца.
Сигма Близнецов является примером холодной и очень хорошо изученной переменной звезды типа RS Гончих Псов, такой как Эпсилон Малой Медведицы, Лямбда Андромеды или Рана (Дельта Эридана). Переменные звезды типа RS Гончих Псов являются тесными двойными системами, имеющими спутника. Светимость переменной Сигма Близнецов меняется от +4.13m до +4.29m с периодом 19,423 дн.. Светимость звезд показывает признаки эллипсоидального изменения, поскольку Сигма Близнецов Aa частично заполняет свою полость Роша из-за гравитационного взаимодействия между двумя звездами.
Текущий возраст системы определён как 5 ± 1 млрд. лет, но также известно, что звёзды с массой 1,28 {\displaystyle M_{\bigodot }} живут на главной последовательности порядка 5 млрд. лет. Звезда уже прошла стадию субгиганта и в настоящее время звезда является оранжевым гигантом и, таким образом, через несколько десятков миллионов лет, а может и несколько миллионов лет Сигма Близнецов Aa станет красным гигантом. При чём в этой фазе своего существования она поглотит Сигма Близнецов Ab, возможно, произведя вспышку, подобную новой звезде, а затем, сбросив внешние оболочки, она станет белым карликом.

### Свойства компонента Aa
Сигма Близнецов Aa — судя по её спектральному классу K1III является проэволюционировавшим оранжевым гигантом. Его масса равна 1,28 {\displaystyle M_{\bigodot }}, а это значит, что вначале своей эволюции звезда была карликовой звездой главной последовательности спектрального класса F3VТаблицы VII и VIII. Для такого карлика, во время жизни на главной последовательности была характерна эффективная температура поверхности порядка 6800 К, затем в процессе своей эволюции звезда «повысила» свой спектральный класс до F0 и эффективную температуру до 7610 К, что придавало ей характерный жёлто-белый цвет звезды спектрального класса F. Её радиус тогда был порядка 1,3 {\displaystyle R_{\bigodot }}, а светимость тогда была 3,24 {\displaystyle L_{\bigodot }}Таблицы VII и VIII. Для того, чтобы планета, аналогичная нашей Земле, получала примерно столько же энергии, сколько она получает от Солнца, её надо было бы поместить на расстоянии 1,8 а. е., то есть во внутреннюю части Пояса астероидов. Причём с такого расстояния Сигма Близнецов Aa выглядела бы на 23 % меньше нашего Солнца, каким мы его видим с Земли — 0,38° (угловой диаметр нашего Солнца — 0,5°). Причем рядом с ней на угловом расстоянии 1,5° (на максимальном отдалении) вращалась оранжевая звёздочка с угловым диаметром 0,22°.
В связи с большой светимостью звезды её радиус может быть измерен непосредственно, и первая такая попытка была сделана в 1922 году и поскольку звезда двойная, то скорее всего измерялся радиус наиболее яркого компонента. Данные об этих измерениях приведены в таблице.
| Год  | m    | Спектр | D (mas) | Rабс ({\displaystyle R_{\bigodot }}) | Комм.  |
| 1922 | 4.26 | K0     | 4.0     | 5.4                                  | [ 22 ] |
| 1969 | 4.17 | K1III  | 2.8     | 14                                   | [ 23 ] |

Сейчас мы знаем, что радиус звезды должен быть 10,1 {\displaystyle R_{\bigodot }}, то есть измерение 1969 года было наиболее адекватным, но не точным. Общая светимость двух звёзд измерена и составляет 37,9 {\displaystyle L_{\bigodot }}, однако, светимость Сигма Близнецов Aa составляет порядка 39 ± 2 {\displaystyle L_{\bigodot }}, что в общем приемлемо.
Скорость вращения у Сигма Близнецов Aa почти в 13 раз больше солнечной и равна 26,2 км/с, что даёт период вращения звезды — 19,47 дня. Экваториальная скорость вращения показывает, что, пара звёзд синхронизирована почти так же, как вращение Луны. Эта приливная блокировка привела гиганта к вращению на скорости, превышающей нормальную, и создала значительную магнитную активность (в результате естественного динамо, вызванного частично вращением; Солнце делает то же самое). Поверхность Сигма Близнецов Aa имеет большие «звездные пятна» (сродни солнечным пятнам, причём они покрывают до 30 % поверхности), которые ориентированной на Сигма Близнецов Ab. Пятна довольно холодные, их температура порядка (3500 К) и они лежат в средних широтах к северу и югу от звездного экватора и вызывают изменение яркости примерно на одну десятую величина при вращении. Эти пятна, по-видимому, мигрируют к полюсу со средней скоростью 0,12 ± 0,03 км/с Магнитная активность создает активные внешние области и горячую корону, что делает Сигма Близнецов одним из самых ярких звездных источников рентгеновского излучения со светимостью 119.41⋅1029 эрг/с и даже делает его видимым в радиоспектре. Было зафиксировано, что звезда испускает мощные вспышки, которые увеличили её мощность в ультрафиолетовой части спектра высокой энергии в 9 раз. В результате тесного двойного взаимодействия звезда является «антисолярным вращателем», то есть вращается быстрее от экватора к полюсам, а не медленнее, в противоположность тому, что мы видим на Солнце.

### Свойства компонента Ab
Так же судя по массе, которая равна 0,73 {\displaystyle M_{\bigodot }}, звезда Сигма Близнецов Ab родилась как оранжевый карлик, спектрального класса K2,5V. Её радиус сейчас порядка 0,75 {\displaystyle R_{\bigodot }}, а светимость сейчас порядка 0,21 {\displaystyle L_{\bigodot }}. Её эффективная температура достигает 4900 К, что придаёт звезде характерный оранжевый цвет звезды спектрального класса K.

## История изучения кратности звезды
В 1877 году ирландский астроном Роберт Болл открыл двойственность Сигма Близнецов, то есть открыл компонент AB и звёзды вошли в каталоги как BLL 23. Затем в 2011 году в каталог были внесены данные о том, что звезда является спектрально-двойной, то есть были внесены сведения о компонентах Aa и Ab и звезды вошла в каталоги как CIA 7. Однако параметры орбиты спектрально-двойной звезды были известны с 1936 года. Согласно Вашингтонскому каталогу визуально-двойных звёзд, параметры этих компонентов приведены в таблице:
| Компонент | Год  | Количество измерений | Позиционный угол | Угловое расстояние | Видимая звёздная величина компонента I | Видимая звёздная величина компонента II |
| Aa,Ab     | 2011 | 5                    | 19°              | 0.0″               | 4.28m                                  | 11.00m                                  |
| Aa,Ab     | 2012 | 5                    | 22°              | 0.0″               | 4.28m                                  | 11.00m                                  |
| AB        | 1877 | 7                    | 315°             | 178.6″             | 4.28m                                  | 10.80m                                  |
| AB        | 1909 | 7                    | 316°             | 182.2″             | 4.28m                                  | 10.80m                                  |
| AB        | 1998 | 7                    | 319°             | 195.5″             | 4.28m                                  | 10.80m                                  |

Обобщая все сведения о звезде, можно сказать, что у звезды Сигма Близнецов есть спутник (компонент Aa,Ab), звезда 11-й величины, находящийся на очень малом угловом расстоянии, которое он изменил, двигаясь по эллиптической орбите, в течение последних лет и она, несомненно, настоящий компаньон.
Рядом находится, звезда 11-й величины (компонент AB), находящаяся на угловом расстоянии 195,5 секунд дуги, но она, судя по её движению, в систему Сигма Близнецов не входит, являясь просто фоновой звездой, лежащей на линии прямой видимости.